# Sphaeralcea axillaris
Sphaeralcea axillaris är en malvaväxtart som beskrevs av S. Wats.. Sphaeralcea axillaris ingår i släktet klotmalvor, och familjen malvaväxter. Inga underarter finns listade i Catalogue of Life.